# Défilé interscalénique
Le défilé interscalènique est un espace situé au-dessus de la clavicule et qui fait communiquer la base du cou avec le défilé costoclaviculaire.

## Description
Le défilé interscalènique est un triangle de base inférieure formé par la face supérieure de la première côte au niveau du sillon de l'artère subclavière. Les deux autres côtés sont formés par les bords des muscles scalènes antérieur et moyen.

## Contenu
Le défilé interscalènique donne passage au plexus brachial en haut et à l'artère subclavière en bas.